# Solanum leucopogon
Solanum leucopogon är en potatisväxtart som beskrevs av Huber. Solanum leucopogon ingår i släktet skattor som ingår i familjen potatisväxter. Inga underarter finns listade i Catalogue of Life.